# Isla Waglan
La isla Waglan (en chino, 横 澜 岛; cantonés: Wang Lan To) es una isla miembro del grupo de las islas Po Toi en la Región administrativa especial de Hong Kong parte de China. Alberga un campo de observación meteorológica.
En la isla Waglan se encuentra un faro que posee ese mismo nombre (Waglan) ha sido catalogado como un monumento declarado de Hong Kong. Este comenzó a funcionar en 1893, es uno de los cinco faros sobrevivientes antes de la guerra en Hong Kong.